# The Pirates of Somalia
The Pirates of Somalia (Alternativtitel Into the Fire) ist ein amerikanisches biographisches Filmdrama, das 2017 von Bryan Buckley geschrieben und inszeniert wurde. In den Hauptrollen sind Evan Peters, Al Pacino, Melanie Griffith und Barkhad Abdi zu sehen. Der Film erzählt die wahre Geschichte des risikobereiten Abenteurers Jay Bahadur, der Somalia auf dem Höhepunkt der somalischen Piraterie für eine Buchreportage besucht. Sein Reportagebuch „The Pirates of Somalia: Inside Their Hidden World“ wird ein Bestseller. Der Film wurde am 27. April 2017 beim Tribeca Film Festival uraufgeführt und am 8. Dezember 2017 veröffentlicht.

## Handlung
Der recht unbeholfene Kanadier Jay Bahadur hat den College-Abschluss in der Tasche. Aber immer noch lebt er im Keller des Hauses seiner Eltern und muss die Hausordnungen der Familie akzeptieren. Er hält sich mit Umfragen über das Platzieren von Servietten in den Verkaufsbereichen von Supermärkten über Wasser und träumt von der großen Journalistenkarriere. Durch Zufall trifft er auf den gealterten Journalisten Seymour Tolbin, der berühmt für seine Berichte aus Krisenregionen war und ein Idol von ihm ist. Dieser rät ihm von einer Journalistenschule ab. Er sollte lieber einfach in die Krisenregionen reisen und ein Buch darüber schreiben. Jay bekommt aus einem Fernsehbericht mit, dass Ende 2008 kein Journalist wagt, aus der Piratenhochburg Somalia zu berichten. Er fühlt sich schon als Experte für Somalia. Hatte er doch eine College-Arbeit über die Geschichte geschrieben und gelernt, dass vor der Kolonialzeit Auseinandersetzungen zwischen Stämmen in Somalia nur über Rededuelle, niemals mit Waffen geführt wurden. Sein Drang, berühmt zu werden, ist so groß, dass er unverzüglich mit der vor kurzem demokratisch gewählten Regierung Somalias, der Machtwechsel war trotz geringer Mehrheitsverhältnisse gewaltlos erfolgt, Verbindung aufnimmt. Dort läuft er offene Türen ein. Der Präsident ist an einem westlichen Journalisten interessiert, der die Verbindung zur westlichen Öffentlichkeit herstellt, um gegen den schlechten Ruf seines Landes anzukämpfen. So fliegt Jay am 6. Dezember 2008 hin. Aus dem gedachten Kurzaufenthalt werden 6 Monate. Der Präsident stellt ihm Schutz und den Übersetzer Abdi. Jay muss sich an das andere Leben in Somalia gewöhnen. Abdi stellt die Verbindungen zu einflussreichen Piraten als Interviewpartner her. Jay muss vieles lernen, zum Beispiel, dass ohne die Droge Kath als Geschenk kein Interview mit einem Piraten möglich ist. So entsteht sein Buch über das Leben in Somalia und die Hintergründe der Piraterie. Die Piraten sehen sich als Beschützer der somalischen Küste und Fischgründe, der Präsident teilt diese Ansicht nicht. Doch wider Erwarten sind die westlichen Sender und Verleger nicht an Jays Buch interessiert. Sie wollen, dass er Videoberichte von entführten Besatzungen liefert. CBS will dafür 1000 Dollar zahlen. Nun ist Jay verzweifelt. Abdi versucht, auch das zu ermöglichen, nachdem Jay ihm 500 Dollar versprochen hat. Doch als bei einer amerikanischen Militäraktion somalische Piraten ums Leben kommen, ist nun auch Jays Leben bedroht. Es kommt nicht zu dem Videobericht. Weil die Eltern ihm das Geld vorstrecken, kann er Abdis Dienst bezahlen. Er muss schleunigst das Land verlassen. Als er wieder in Kanada ist, überbieten sich Verleger, Nachrichtenagenturen um die Veröffentlichung seines Buches. Auch der Geheimdienst ist an Jays Erfahrungen interessiert. Jay, der eigentlich nur berühmt werden wollte, bewirkt über die Veröffentlichung seines Erlebnisbuches und die Werbung für Somalia beim Geheimdienst und öffentlichen Stellen mit, dass es 2011 wieder zur Aufnahme diplomatischer Beziehungen kommt.

## Kritiken
Rotten Tomatoes verzeichnete eine Zustimmungsrate von 67 % basierend auf 21 Bewertungen und eine durchschnittliche Bewertung von 6,2 von 10 Punkten. Auf Metacritic erhielt der Film 54 von 100 Punkten, basierend auf 20 Kritiken, was einer gemischten oder durchschnittlichen Bewertung entspricht.
Filmdienst-Kritiker Alexander Hertel: „Insgesamt gelingt es dem Film aber auf stimmige Weise, seine Geschichte um eine interkulturelle Begegnung unter verschärften Bedingungen auszuarbeiten, bei der sich trotz aller Unterschiede eine Gemeinsamkeit heraus kristallisiert: Jays Hoffnung auf den beruflichen Durchbruch und eine große Story trifft sich mit der Hoffnung der Somalis, die mit dem Besuch des westlichen Journalisten einher geht – dessen Einblicke sollen ein differenzierteres Bild auf das Land werfen und so in der Welt für eine andere Betrachtungsweise sorgen. Beide Hoffnungen sollen am Ende erfüllt werden.“
„Pirates of Somalia hätte ein großartiger und wichtiger Film werden können, jedoch wird das Potential oft für unpassende inszenatorische Raffinessen geopfert, die für sich zwar durchaus gelungen sind, sich aber nicht ins Gesamtwerk einfügen. Eine ambivalente Darstellung der Situation in Somalia und seiner Bevölkerung steht einem fragwürdigen und unsympathischen Protagonisten gegenüber. Trotz der nicht abzuweisenden Schwächen gelingt es Regisseur und Drehbuchautor Bryan Buckley zumindest eine interessante Geschichte zu erzählen.“